# Sainte-Flaive-des-Loups
Sainte-Flaive-des-Loups és un municipi francès situat al departament de Vendée i a la regió de País del Loira. L'any 2007 tenia 1.977 habitants.

## Demografia

### Població
El 2007 la població de fet de Sainte-Flaive-des-Loups era de 1.977 persones. Hi havia 756 famílies de les quals 158 eren unipersonals (73 homes vivint sols i 85 dones vivint soles), 278 parelles sense fills, 293 parelles amb fills i 27 famílies monoparentals amb fills.
La població ha evolucionat segons el següent gràfic:
Habitants censats

### Habitatges
El 2007 hi havia 842 habitatges, 758 eren l'habitatge principal de la família, 43 eren segones residències i 41 estaven desocupats. 813 eren cases i 28 eren apartaments. Dels 758 habitatges principals, 562 estaven ocupats pels seus propietaris, 192 estaven llogats i ocupats pels llogaters i 4 estaven cedits a títol gratuït; 8 tenien una cambra, 20 en tenien dues, 128 en tenien tres, 203 en tenien quatre i 399 en tenien cinc o més. 633 habitatges disposaven pel capbaix d'una plaça de pàrquing. A 278 habitatges hi havia un automòbil i a 447 n'hi havia dos o més.

### Piràmide de població
La piràmide de població per edats i sexe el 2009 era:
| Homes | Edats   | Dones |
| ----- | ------- | ----- |
| 0     | 95 o +  | 0     |
| 12    | 90 a 94 | 12    |
| 4     | 85 a 89 | 12    |
| 0     | 80 a 84 | 0     |
| 32    | 75 a 79 | 40    |
| 48    | 70 a 74 | 44    |
| 28    | 65 a 69 | 24    |
| 28    | 60 a 64 | 24    |
| 24    | 55 a 59 | 28    |
| 56    | 50 a 54 | 52    |
| 64    | 45 a 49 | 56    |
| 76    | 40 a 44 | 72    |
| 76    | 35 a 39 | 72    |
| 36    | 30 a 34 | 52    |
| 60    | 25 a 29 | 44    |
| 40    | 20 a 24 | 52    |
| 72    | 15 a 19 | 52    |
| 96    | 10 a 14 | 36    |
| 48    | 5 a 9   | 72    |
| 44    | 0 a 4   | 36    |

## Economia
El 2007 la població en edat de treballar era de 1.307 persones, 1.046 eren actives i 261 eren inactives. De les 1.046 persones actives 950 estaven ocupades (530 homes i 420 dones) i 96 estaven aturades (55 homes i 41 dones). De les 261 persones inactives 118 estaven jubilades, 70 estaven estudiant i 73 estaven classificades com a «altres inactius».

### Ingressos
El 2009 a Sainte-Flaive-des-Loups hi havia 793 unitats fiscals que integraven 2.061 persones, la mediana anual d'ingressos fiscals per persona era de 17.346 €.

### Activitats econòmiques
Dels 50 establiments que hi havia el 2007, 1 era d'una empresa alimentària, 3 d'empreses de fabricació d'altres productes industrials, 12 d'empreses de construcció, 16 d'empreses de comerç i reparació d'automòbils, 2 d'empreses de transport, 2 d'empreses d'hostatgeria i restauració, 1 d'una empresa financera, 6 d'empreses de serveis, 4 d'entitats de l'administració pública i 3 d'empreses classificades com a «altres activitats de serveis».
Dels 15 establiments de servei als particulars que hi havia el 2009, 4 eren tallers de reparació d'automòbils i de material agrícola, 1 paleta, 3 guixaires pintors, 1 fusteria, 1 lampisteria, 2 electricistes, 1 perruqueria i 2 restaurants.
Dels 3 establiments comercials que hi havia el 2009, 1 era una botiga de menys de 120 m², 1 una fleca i 1 una botiga de roba.
L'any 2000 a Sainte-Flaive-des-Loups hi havia 41 explotacions agrícoles que ocupaven un total de 2.268 hectàrees.

## Equipaments sanitaris i escolars
L'únic equipament sanitari que hi havia el 2009 era una farmàcia.
El 2009 hi havia 2 escoles elementals.

## Poblacions més properes
El següent diagrama mostra les poblacions més properes.